# Mascota enmascarado

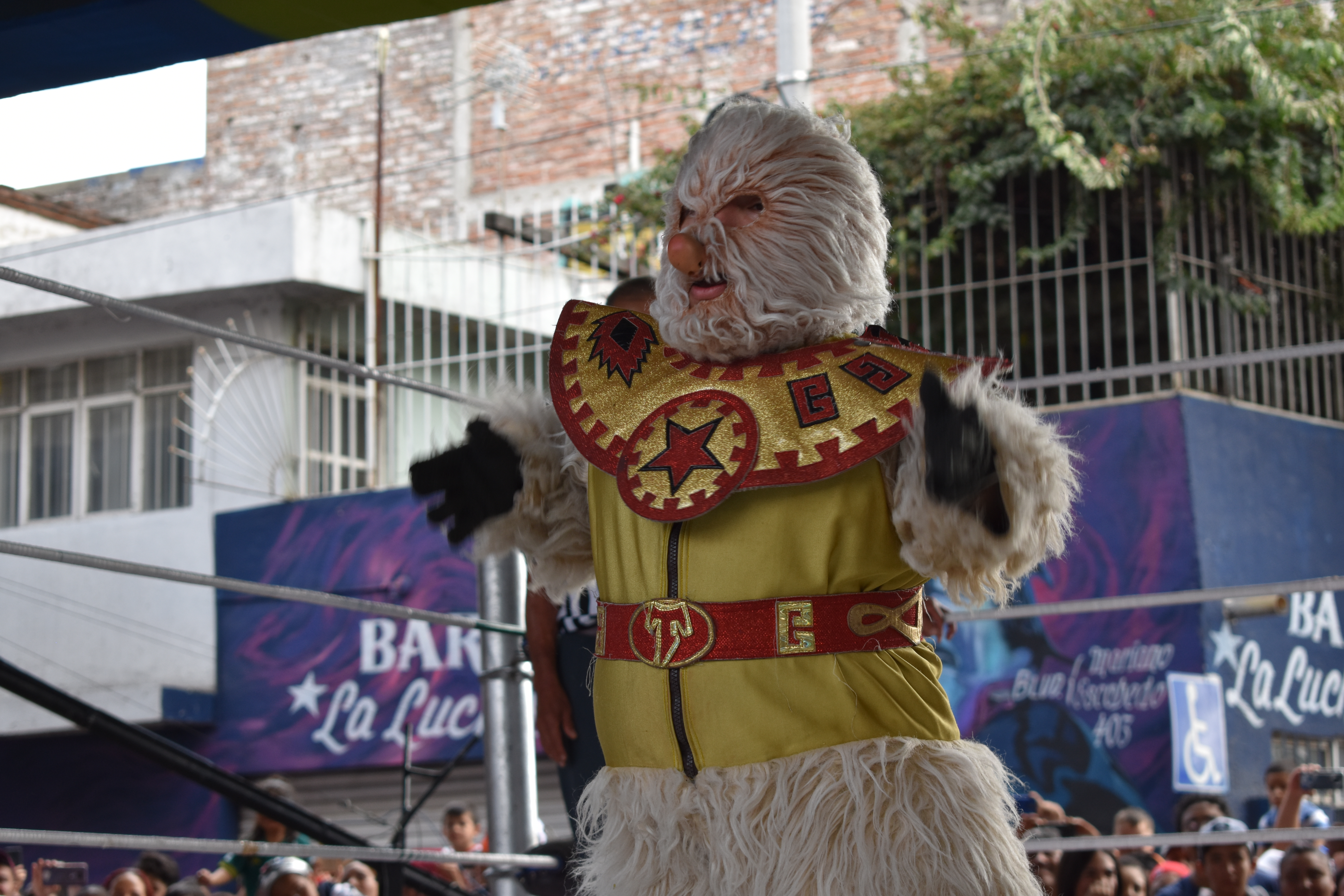
Alushe, maskot till brottaren Tinieblas Jr.

Mascota enmascarado är i mexikansk fribrottning, lucha libre, kortväxta deltagare av evenemangen, oftast som sidekick eller medhjälpare till en annan brottare men de brottas inte nödvändigtvis själva. I allmänhet är de under 115 cm långa, kortväxta brottare längre än så kallas istället minis eller mini estrellas. Kortväxta personer har varit en del av många lucha libre-evenemang sedan 1950-talet.
De som brottas bär ofta fribrottningsmask, men de som bara uppträder som maskotar har ofta mer avancerade kostymer, ofta föreställande olika djur.
Några av de mest välkända är KeMonito (tidigare kallad Alushe), Mije (tidigare Cuije), maskot till brottaren Kraneo, tidigare känd som Alebrije samt Períco Zacarias, maskot till Mr. Niebla (1973-2019) samt till Negro Casas.

## Micro estrellas
I Consejo Mundial de Lucha Libre kallas mascotas sedan 2017 istället för micros eller micro-estrellas och de brottas sedan dess i sin egen division i förbundet. Matcherna blev väldigt populära, inte minst bland internationell publik. I synnerhet brottaren Microman som dock senare lämnade förbundet.